# دم‌چلچله‌ای بویسدووالی
دم‌چلچله‌ای بویسدووالی (نام علمی: Urania boisduvalii) نام یک گونه از سرده دم‌چلچله‌ایان موس است.